# クリス・カイル
クリストファー・スコット・"クリス"・カイル（英語: Christopher Scott "Chris" Kyle、1974年4月8日 - 2013年2月2日）は、アメリカ合衆国の元軍人・狙撃手。テキサス州出身。
「ラマーディーの戦い」における目覚しい戦果によりイラク武装勢力から「ラマディの悪魔（シャイターン・アル・ラマディ）」という異名で恐れられた。アメリカ側では「伝説の狙撃手」と呼ばれている。2014年に公開された映画『アメリカン・スナイパー』（原作は著書『ネイビー・シールズ最強の狙撃手』）のモデルである。

## 生涯

### 生い立ち
1974年4月8日、アメリカ合衆国テキサス州オデッサに、教会の執事であったウェイン・ケネス・カイル（Wayne Kenneth Kyle）の長男として生まれる 。父は聖職者だったが狩猟には肯定的で、息子であるクリスにも幼い時から銃を扱わせている。8歳の時に初めての銃として.30-06スプリングフィールド弾を使用するボルトアクションライフルをプレゼントされ、もう少し成長してからはショットガンも買い与えられた。父とよく銃を持って狩猟に出かけ、また弟と共に牧場で牛を育てるなど牧歌的な日々を過ごしていた。
将来希望していた職業はカウボーイか軍人であったという。テキサス州ミッドロジアンの高校を卒業すると、ブロンコ・ロデオのプロ競技者として生計を立て始めたが、腕を痛めた事を契機に断念せざるを得なくなった。腕の怪我が回復した後、次の道を模索する中で思い当たったのが軍人というもう一つの夢だった。

### 軍への入隊
1996年、軍への入隊を決意したカイルは在籍していた大学を中退し、軍の募集事務所に出向いてアメリカ海兵隊に志願しようとしたが、担当官が不在だったため代わりにアメリカ陸軍の担当官と話した。しかし、希望していた特殊部隊（SF）には軍曹以上の階級でないと入隊できないことを知ったカイルは落胆した。担当官にはレンジャーを勧められたものの志願する気にはならなかった。その時にアメリカ海軍の担当官にNavy SEALsなら選抜試験さえ突破すれば入隊できることを教えられ、海軍への入隊を決心することになった。かつての怪我の治療で腕にピンが入っていることが分かると、1度は入隊を断られたが、諦めずに志願して1999年に海軍に入隊を認められた。
1999年、腕に残った障害を乗り越えて24週間に亘るシールズ水中破壊工作基礎訓練課程（BUD/S）への推薦を勝ち取り、突破した。訓練終了後、Navy SEALsのチーム3に配属された。

### ラマーディーの悪魔

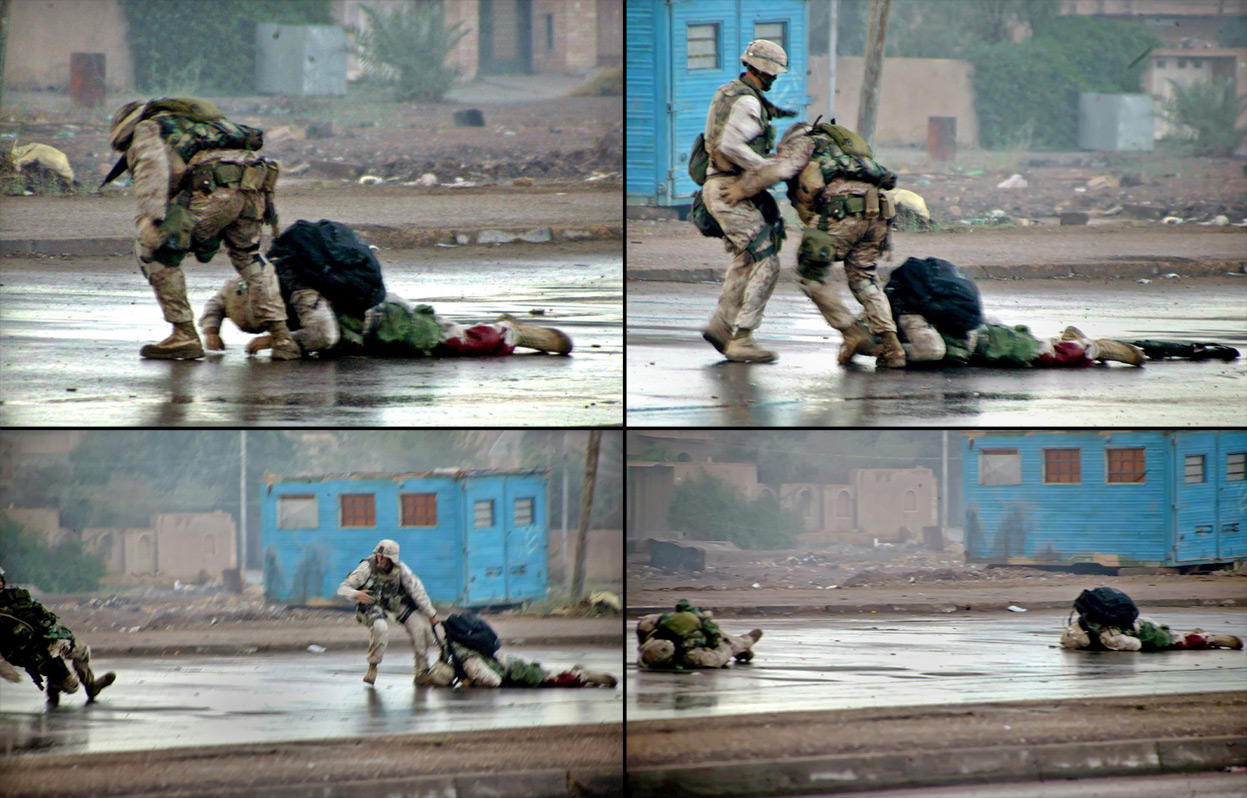
「ファルージャの戦い」において武装勢力に狙撃されるアメリカ海兵隊員。民間軍事会社社員殺害に端を発し、イラク戦争最大の激戦となった。

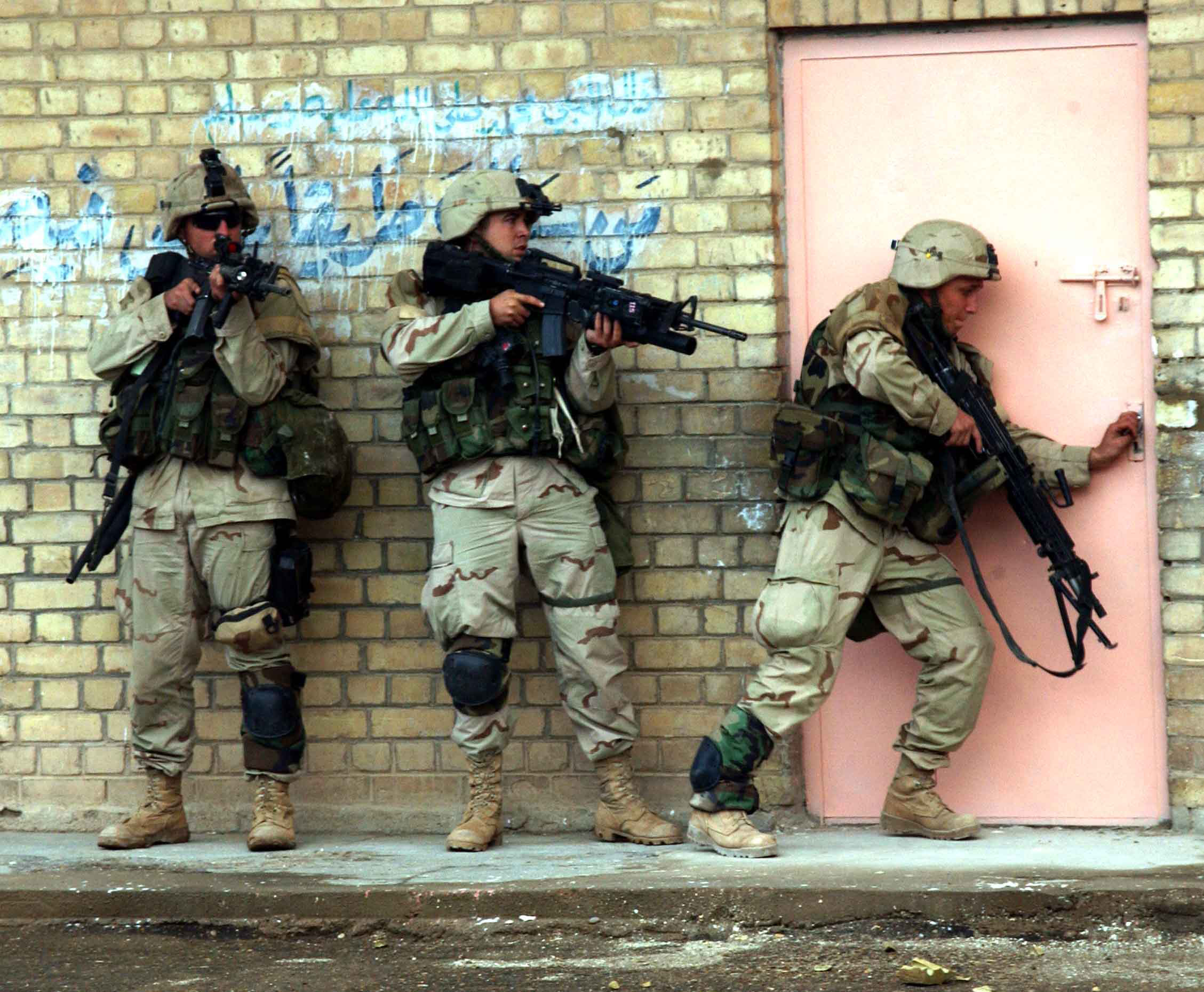
「ファルージャの戦い」において家屋に突入を行うアメリカ陸軍兵士。クリス・カイルは命令を無視して海兵隊に同行、突入の教導を行った。

2003年にイラク戦争が始まると、2009年に除隊するまで4回に渡りイラクへ派遣され、ナシリヤ、ファルージャ、ラマーディー、サドルシティとイラク戦争の中でも激戦地を転戦。イラク軍およびアルカーイダ系武装勢力の戦闘員を160人（公式戦果のみ、非公式255人）を殺害した。その間に多数の叙勲を得て、味方からは「史上最高の狙撃手」、敵側からは「悪魔」と評され懸賞金が懸けられた。狙撃手となったのは1回目の配備後のスナイパースクールを経てからであった。
最初に狙撃した相手は、イラク戦争中に海兵隊の前進経路上に手榴弾を仕掛けていた女性（子供をつれた母親）であり、彼によるとそれが最初で最後の女性の標的であった。
著作のなかでは子供がどうなったのか一切書かれていないが、これについては映画化に際してクリント・イーストウッドが本人に会って話をした時に子供も同時に殺害していたことを告白している。これは映画のなかでも重要なシーンとして登場する。
激戦となったファルージャの戦いにおいては、地上を掃討する海兵隊を建物の屋上から狙撃で援護するという「退屈な」任務に就いたが、特殊部隊と比べてあまりに稚拙なテクニックで屋内に突入し、そのたびに武装勢力の反撃を受けて死傷していく海兵隊員たちの姿を見ているうちに我慢できなくなり、命令を無視して地上で海兵隊と共に掃討作戦に参加するようになった。共に戦うだけでなく休憩時間にもテクニックを教え込んだり練習をさせたりしたが、若い海兵隊員たちは皆文句を言わずに教えに従ってくれたという。

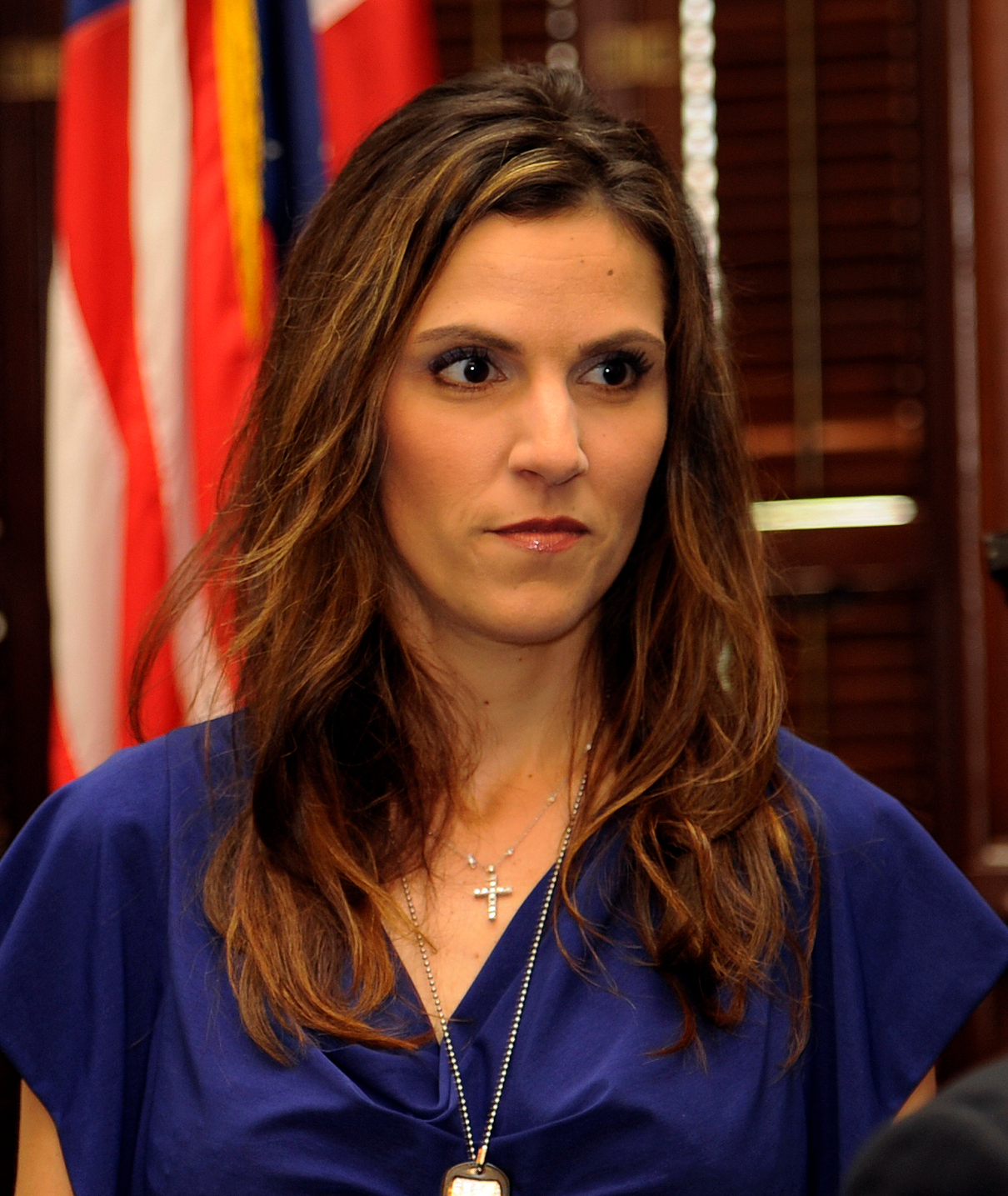
妻のタヤ・カイル（2013年）

ある時、撃たれた海兵隊員を助けようとして抱きかかえたものの、敵の銃火の中で身動きが取れなくなってしまい、まだ10代の海兵隊員が「母さんに僕が苦しんで死んだと言わないで」と言い残して絶命してしまった。励ましの言葉を言おうとした瞬間だったという。後に仮想現実で戦闘を追体験することがPTSDの治療に役立つかどうかの実験を受けた際に、若い海兵隊員が戦死するシーンがあり動揺したことが著作の中で語られている。更にこの仮想現実での戦闘体験では戦闘時は血圧と心拍数が下がり、戦闘が終了すると心拍数が上がるという奇妙な反応を見せた。
アメリカに帰還して妻のタヤを連れて自分の車のオイル交換に行ったときに、客の一人がカイルを見つけて「ファルージャの時に助けてくれた恩人だ」と父親と共にお礼を言ってきたこともあった。
ラマーディーの戦いでも、目の前で親友のライアンが武装勢力の攻撃を受け両目を失明したり、仲間が戦死するなどの壮絶な体験をしたためか自分が殺傷した相手を「悪人」と呼び、撃ったことに一切罪悪感は無いとしている。また、もっと敵を倒せればもっとたくさんの味方の命が救えたと書いている。
同じシールズ隊員のマイケル・モンスーアが投げ込まれた手榴弾に覆いかぶさり仲間を守って戦死した際には、葬儀の手配や遺体が帰国した際の出迎えをしている。著作の中ではシールズの伝統で新人隊員だったマイケルを坊主頭にしたときの話が書かれている。なお、マイケル・モンスーアは後に名誉勲章を受勲し、ズムウォルト級ミサイル駆逐艦の2番艦には彼の名前が付けられている。
4度に渡る戦地派遣は心身を蝕み、除隊する頃には体のあちこちの故障や原因不明の高血圧、飛蚊症等に悩まされるようになっていた。

### 除隊後
除隊後は、軍や法執行機関の隊員に軍事訓練を行う民間軍事会社「クラフト・インターナショナル社」を立ち上げた。また、講演、執筆活動を行った。
2012年1月、戦闘体験を綴った回想録『American Sniper: The Autobiography of the Most Lethal Sniper in U.S. Military History』を出版（邦訳は『ネイビー・シールズ最強の狙撃手』。文庫版のタイトルは『アメリカン・スナイパー』）。同書は後にベストセラーになった。
一方、こうして得た資金の一部を元に、PTSDに悩む帰還兵や退役兵のためのNPO団体「FITCO Cares Foundation」を設立。社会復帰に向けた支援活動に取り組んでいた。著作の中でも帰還兵の多くがPTSDなどにより社会復帰できずにいることと、社会がそのことに無関心でいることに対して嘆いており、余暇のほとんどをそうした慈善事業に当てていた。
両目を失明して除隊した親友のライアンとは交友を続けていたが、ある日ライアンに「星条旗の見える所に連れて行ってくれ」と頼まれたカイルは、「ゴミ箱の前に連れて行かれても分からんぞ」とからかいながら車椅子を押して星条旗の見える場所に連れていった。するとライアンは目が見えないにもかかわらず半時間もずっと星条旗の方を眺めていたという。それからしばらくしてカイルはライアンが病状の悪化で死んだという知らせを聞くこととなった。ライアンの娘が生まれる直前の出来事であった。

### 死去
2013年2月2日、PTSDを患う元海兵隊員エディー・レイ・ルースの母親からの依頼で、同じく退役軍人のチャド・リトルフィールドと共にテキサス州の射撃場でルースに射撃訓練を行わせていたところ、ルースが突然カイルとリトルフィールドに向け発砲、両名は撃たれたことで死亡した。ルースは現場から逃走したものの保安官によって逮捕された。
クリス・カイルを射殺したエディー・レイ・ルースは、カイルと同じテキサス出身者であった。2001年9月11日、当時13歳だったルースはテレビでアメリカ同時多発テロ事件を目の当たりにし、「将来は軍隊に入りたい」と父親に告げたという。その後、奇しくもクリス・カイルが10年前に卒業した高校に入学し、卒業後にアメリカ海兵隊に入隊した。問題児であった息子が新兵訓練を終えて凛々しくなった姿を見て母親は誇りを持ったが、イラクに派遣されたルースは戦場で精神に大きな影響を受けてしまう。迫撃砲による攻撃を受けたり、パトロール中に銃を発砲する子供を目撃し、母親に動揺した様子で「もし僕が子供を殺したらどう思う？」と問いかけてきたこともあったという。帰還し、姉の結婚式に出席した際には、ネイルガンの音に反応してその場に這いつくばると「伏せろ」とわめき散らし、家族は彼がおかしくなっていることに気付き始めた。2010年、ハイチ大地震の救援活動に参加したルースは、乳児を含む大量の遺体の処理作業に当たった。この際、被災して空腹に苦しむ子供から食料を求められたが、軍の規則に従って自分のレーションを与えなかった。ルースは母親に「僕は強かった。あの子は食べ物を欲しがっていたけど、僕は与えなかった」と告げたが、そのことをずっと悔やんでいたという。その年の6月にルースは海兵隊を除隊した。
海兵隊を除隊した後のルースは頻繁にパニックに襲われるようになり、PTSD（心的外傷後ストレス障害）と診断された。苦しみから逃れるために酒と薬物に溺れ、自殺未遂や異常行動を繰り返すようになったルースを救うため、ルースの母親は自分が勤務する小学校に通っている生徒の父親、イラク戦争における活躍から「伝説の狙撃手」と呼ばれ、帰還兵のセラピーをしているクリス・カイルに助けを求めた。カイルはルースと会いセラピーをすることを快諾し、ルースと母親も喜んでいたが、2013年2月2日、ルースによって射殺された。
ルースの父親は取材に対して、彼の幼少期から撮っていた写真や海兵隊に入隊した際に誇らしげにしている写真を公開し、遺族に対する謝罪をすると同時に、息子を失い生活が崩壊してしまったことや息子が戦争で精神を病み帰国後別人になってしまったこと、息子が死刑を望んでいること等を明かしている。
2015年2月にルースの裁判が開始され、ルースの弁護側は「心神喪失状態だったため、責任能力がなかった」と主張したが、2月24日に仮釈放なしの終身刑が言い渡された。

## スキャンダル
カイルの著書や発言には様々な虚偽があるとの指摘がある。
米インターセプト誌によると、カイルは勲章の数を偽っていたとされる。銀星章が2つと青銅星章を5つ受勲したとしているが、実際には銀星章が1つと青銅星章が3つだったという。同誌は匿名の海軍関係者の話を引用すると共に、情報公開法で入手した海軍の内部記録をウェブに公開している。また、米海軍、国防総省、および統合特殊作戦コマンド（JSOC）はカイルの狙撃殺害数は米軍歴代トップレコードだったという主張に異議を唱えていないが、彼の正確な殺害数は公式にはっきりと記録されていない。
また、カイルは著書で「イラク戦争を批判し、『シールズの2人や3人は死んで当たり前』と侮辱した男を殴った」と書き、その男は元ミネソタ州知事ジェシー・ベンチュラであると、後にTV番組で実名を挙げた。ベンチュラは「カイルには会ったこともない」として名誉毀損と不当利得で訴訟を起こした。裁判所はベンチュラの訴えを認め、カイルに賠償金180万ドルの支払いを命じた。
除隊後の2009年、軍や法執行機関の隊員に軍事訓練を行う民間軍事会社「クラフト・インターナショナル社」を立ち上げたが、死亡後の2014年5月30日に破産。会社の運営に際し不透明な資金の移動があったとして遺族と経営責任者双方が係争中である。

## 使用した装備
著書の『ネイビー・シールズ最強の狙撃手』には任務に応じてさまざまな武器を使い分けていたことが書かれている。通常の狙撃は射手と観測手の2名で行われるが、ネイビー・シールズでは射手単独での狙撃が基本とされていた。
照準に使用するスコープはナイトフォース社のものを使用し、ライフルのトリガープルは2ポンド（900グラム）に調整して軽く引き金を絞るだけで発射するようにしていた。大半の銃器には減音と発砲炎の減少を目的としたサプレッサーが装着されていたという。
M4
アメリカ軍で標準的に採用されているアサルトライフル。3点射（バースト）ではなく連射機能（フルオート）がついていると書かれているため「M4A1」か「Mk 18」であると考えられる。.300や.338を使用するときにはこの銃を自衛用として携行していた。
Mk11
7.62x51mm NATO弾を使用するセミオート式狙撃銃。ナイツアーマメント社製「SR-25」にスコープ等の狙撃用オプションを装備した米海軍仕様である。作動不良が頻発したため好きな銃ではなかったと書かれている。ただ、この銃を使用するときは自衛用のM4を携行する必要がなかったという。
Mk12
5.56x45mm NATO弾を使用するセミオート式狙撃銃。ロアレシーバーを「M4」のものと交換して、連射機能と伸縮式銃床を使えるように改造していた。射撃する際はほとんどの場合胴体中央を狙っていたため、薬物を使用したり、興奮状態にある相手に対しては2、3発命中しないと倒せず威力不足であったと書かれている。
.300
.300ウィンチェスター・マグナム弾を使用するボルトアクション式狙撃銃。機種は書かれていないが、Mk13と思われる。「レーザー」のような弾道特性を持ち、500ヤードに照準を合わせておけば、100〜700ヤードの射撃においては細かい調整は必要なかったという。著作の中で一番使用した銃であると書かれている。
.338
.338ラプア・マグナム弾を使用するマクミランTAC338を使用。この銃で1,920mの狙撃を成功させている。
50口径
12.7x99mm NATO弾を使用する対物狙撃銃。射程が長いものの重量が非常に重く扱いにくかったため、イラクでは1度も使用しなかった。機種は書かれていない。対物狙撃銃については大げさな宣伝や根拠のない作り話が多く、対車両戦闘においても.300や.338で代用できると書かれている。
拳銃
官給品として支給されていた9mm口径の「P226」が実戦で威力不足であったため45口径の「TRPオペレーター」を購入して装備していたが、手榴弾の破片を受け壊れてしまう（そのおかげでカイルは無傷だった）。その後は45口径仕様の「P220」を使用していた。ホルスターに関しては、最初は拳銃を抜きやすい「レッグホルスター」を使用していたものの装着位置がずれ易いので、途中から「ヒップホルスター」に変更している。
カールグスタフ
個人携行式のカールグスタフ無反動砲。発射の爆音と威力はすさまじく、シールズ隊員の間では人気の高い装備だった（誰が撃つかで喧嘩になったこともあったという）。
装具
ボディアーマーの上に「ローデシアン・リグ」と呼ばれるタクティカルベストを重ね着して任務に当たっていた。戦闘用ヘルメットは重く長時間の任務には支障をきたすため、ヘルメットに装着するタイプの暗視装置を使用するとき以外はほとんど野球帽を被っていた。野球帽を選択した理由はかっこよかったからとのことである。時計はロレックス・サブマリーナの後継としてシールズに配備されていた黒のG-SHOCK。モデルは書籍には明記されていない。
弾薬
スナイパーライフルを持ち歩くときには予備弾200発をバックパックに入れ、拳銃の予備弾倉3個をレッグポーチ（太ももに取り付ける装具）で携行していた。腕には自作した予備弾入れを付けてすぐにライフルに再装填できるように工夫していたという。

## 勲章（略綬）および徽章
|                                                       |             |             |
| Gold star                                             |             |             |
|                                                       | Gold star   |             |
|                                                       | Bronze star | Bronze star |
| Bronze star · Bronze star                             |             | Bronze star |
| Bronze star · Bronze star · Bronze star · Bronze star |             |             |
| Bronze star · Bronze star · Bronze star               |             |             |
|                                                       |             |             |

| 徽章  | 特殊戦徽章（トライデント）        | 特殊戦徽章（トライデント）        | 特殊戦徽章（トライデント）       | 特殊戦徽章（トライデント）       | 特殊戦徽章（トライデント）       | 特殊戦徽章（トライデント）       |
| 1列目 | 銀星章(2個)                       | 銀星章(2個)                       | 青銅星章(5個) V徽章付き          | 青銅星章(5個) V徽章付き          | 海軍・海兵隊功労章 V徽章付き     | 海軍・海兵隊功労章 V徽章付き     |
| 2列目 | 海軍・海兵隊賞賛章(2個) V徽章付き | 海軍・海兵隊賞賛章(2個) V徽章付き | 戦闘行動章(2個)                  | 戦闘行動章(2個)                  | 海軍大統領部隊表彰               | 海軍大統領部隊表彰               |
| 3列目 | 統合勲功部隊章                    | 統合勲功部隊章                    | 海軍部隊功労章 従軍星章1個       | 海軍部隊功労章 従軍星章1個       | 海軍勲功部隊功労章 従軍星章1個   | 海軍勲功部隊功労章 従軍星章1個   |
| 4列目 | 海軍善行章 従軍星章2個            | 海軍善行章 従軍星章2個            | 国防従軍章                       | 国防従軍章                       | 国軍遠征章 従軍星章1個           | 国軍遠征章 従軍星章1個           |
| 5列目 | イラク戦役章 従軍星章4個          | イラク戦役章 従軍星章4個          | 対テロ戦争遠征章                 | 対テロ戦争遠征章                 | 対テロ戦争従軍章                 | 対テロ戦争従軍章                 |
| 6列目 | 海上作戦従軍章 従軍星章3個        | 海上作戦従軍章 従軍星章3個        | 小銃射撃章 エキスパート徽章      | 小銃射撃章 エキスパート徽章      | 拳銃射撃章 エキスパート徽章      | 拳銃射撃章 エキスパート徽章      |
| 徽章  | 海軍・海兵隊パラシュート降下徽章  | 海軍・海兵隊パラシュート降下徽章  | 海軍・海兵隊パラシュート降下徽章 | 海軍・海兵隊パラシュート降下徽章 | 海軍・海兵隊パラシュート降下徽章 | 海軍・海兵隊パラシュート降下徽章 |

## 関連書籍
- Chris Kyle, Scott McEwen, Jim DeFelice (January 2, 2012). American Sniper: The Autobiography of the Most Lethal Sniper in U.S. Military History. William Morrow. ISBN 978-0062082350
  - 【翻訳】クリス・カイル、スコット・マキューエン、ジム・デフェリス 著、大槻敦子 訳『ネイビー・シールズ最強の狙撃手』原書房、2012年4月24日。ISBN 978-4562047970。
  - 【翻訳・改題】クリス・カイル、スコット・マキューエン、ジム・デフェリス 著、田口俊樹ほか 訳『アメリカン・スナイパー』早川書房〈ハヤカワ文庫〉、2015年2月20日。ISBN 978-4150504274。